# Saint-Avertin
Saint-Avertin je jugovzhodno predmestje Toursa in občina v osrednjem francoskem departmaju Indre-et-Loire regije Center. Leta 2009 je naselje imelo 13.946 prebivalcev.

## Geografija
Kraj leži v pokrajini Touraine na levem bregu reke Cher, 5 km od središča Toursa.

## Uprava
Saint-Avertin je sedež istoimenskega kantona, vključenega v okrožje Tours.

## Zgodovina
Naselbina antični Vinciacum, kasneje Vinçay, je nastala v bližini kamnoloma, kateri se je izkoriščal za gradnjo Caesarodonuma (sedanjega Toursa).
V času Tourskega koncila leta 1161 je ozemlje Vinçaya obiskal Canterburyjski nadškof sv. Tomaž Beckett skupaj s škotskim menihom Aberdeenom. Po umoru Becketta (1170) se je Aberdeen vrnil v Vinçay in živel kot puščavnik v bližnjem gozdu Cangé. Lokalno poznan kot Avertin je postal znan po svojih zdravilnih sposobnostih, po želji prebivalstva je postal njihov duhovnik. Po njegovi smrti (1180) je bil pokopan v župnijski cerkvi, ki je postala romarsko središče. Kraj se je preimenoval v Saint-Avertin v letu 1371.

## Zanimivosti
- cerkev sv. Avertina,
- grad château de Cangé iz 13. stoletja; v začetku druge svetovne vojne junija 1940 je bil za pet dni zasežen s strani francoske vlade na čelu s predsednikom Albertom Lebrunom. Grad je po požaru 1978 sčasoma odkupila občina, kljub poskusom obnovitve deli gradu propadajo, medtem ko je grajski park prizorišče številnih dogodkov.